# ОШ „Вук Караџић” Прешево
ОШ „Вук Караџић” у Прешеву, једна је од установа основног образовања на територији општине Прешево.